# 劉蛻
劉蛻（？—？），字復愚，自號文泉子，荊南（今屬湖南）長沙人，唐朝官員、文學家。

## 生平
出身寒微，“為文奇詭岸傑，自成一家”，唐宣宗大中四年（850年），中進士。劉蛻之前，荊南當地沒人中過進士，人稱「天荒」，當地考生（解元）稱「天荒解」。劉蛻打破「天荒解」，故稱為「破天荒」。魏國公崔鉉鎮守荊南，贈給劉蛻“破天荒”錢七十萬，劉蛻不受。曰：“五十年來，自是人廢；一千里外，豈曰天荒？”官至左拾遺。咸通四年（863年），劉蛻上書指責淮南節度使令狐绹之子干預政事，以“布衣行卿相之權”，被黜為華陰令。

## 相關
清朝光緒十六年（1890年）五月十七日，史家陳寅恪出生於長沙泰安里周達武私宅，即唐劉蛻故宅地。